# Nakalipithecus
Nakalipithecus nakayamai é uma espécie extinta de primata quadrúpede que viveu na pré-história na qual atualmente é a região da Quênia, no período Alto Mioceno, há cerca de 10 milhões de anos. É a espécie pertencente ao novo gênero Nakalipithecus. O primata foi descoberto através de um fóssil de uma mandíbula junto com onze dentes isolados, escavados em 2007 por uma equipe de pesquisadores japoneses e quenianos em depósitos de fluxo de lama na Província do Vale do Rift, no norte da Quênia. O nome científico que foi dado ao gênero significa "macaco de Nakali". Os restos fósseis de várias outras espécies de primatas também estavam presentes no local de escavação.
Os dentes fósseis estavam cobertos com esmalte grosso, sugerindo que a dieta deste hominoide incluía uma quantidade considerável de alimentos rígidos, possivelmente nozes ou sementes. De acordo com pesquisadores da Universidade de Quioto, a espécie Nakalipithecus é bastante próxima ao ancestral comum mais recente dos gorilas, chimpanzés, e humanos. Pode portanto ser considerado um membro basal dos Homininae, antes de se dividirem nas três linhagens vivas atualmente. Nakalipithecus também se assemelha ao gênero Ouranopithecus, um outro Hominidae pré-histórico encontrado na qual atualmente é situada a Grécia.
As importâncias evolucionárias do Nakalipithecus são de que, primeiro, junto com Ouranopithecus fornece a evidência de que as linhagens do Homininae de hoje divergiram há, no máximo, cerca de 8 milhões de anos; e em segundo lugar, apoia a teoria de que os parentes mais próximos dos humanos evoluíram na África.
O nome do gênero se refere a Nakali, a região no qual o fóssil foi encontrado, denominado posteriormente pelo geólogo japonês Katsuhiro Nakayama, que morreu enquanto trabalhava neste projeto.